# Viaggio fatale (saggio)
Viaggio fatale (Fatal Voyage: The Sinking of the USS Indianapolis) è un saggio storico del 1990 scritto da Dan Kurzman.

## Contenuto
Descrive l'odissea dei naufraghi dell'incrociatore statunitense USS Indianapolis, che nella notte tra il 28 ed il 29 luglio 1945 pochi minuti dopo la mezzanotte, alla fine della seconda guerra mondiale, venne affondato dal sommergibile giapponese I-58, lasciando i naufraghi per cinque giorni in balia degli elementi e degli squali. La nave aveva appena trasportato a Tinian buona parte dei componenti della bomba atomica che sarebbe stata sganciata su Hiroshima, ed era ripartita da Apra Harbor, il porto militare dell'isola di Guam, diretta a Leyte, nelle Filippine. Nonostante la classe dell'unità, un incrociatore pesante da 10.000 tonnellate, nessuno dei tre centri di controllo del traffico che avevano una qualche competenza riportò il mancato arrivo della nave o l'assenza di notizie, e venne dato l'allarme solo cinque giorni dopo .
Le ricerche, condotte da un singolo Catalina PBY partito dall'isola di Peleliu, per il sospetto di uno zelante ufficiale, trovarono alla fine i naufraghi, ma gli 880 morti dell'equipaggio (ci saranno solo 316 superstiti su un totale di 1196 membri dell'equipaggio) furono la seconda più grande perdita a bordo di una singola unità della marina americana, dopo i 1177 morti a bordo della corazzata Arizona a Pearl Harbor il 7 dicembre 1941.

## Edizioni
- Dan Kurzman, Viaggio fatale, traduzione di Roberto Agostini, PIEMME, 2001,  p. 384, ISBN 88-384-6907-5.